# Werner-Heisenberg-Gymnasium Leverkusen
Das Werner-Heisenberg-Gymnasium befindet sich in Leverkusen-Lützenkirchen. Es gehörte zu den ersten 24 MINT-EC-Schulen in Deutschland. Das  Gymnasium bietet einen mathematisch-naturwissenschaftlichen sowie einen deutsch-französischen Zweig. Es wurde nach dem deutschen Physiker und Nobelpreisträger Werner Heisenberg benannt.

## Geschichte und Besonderheiten der Schule
Das Werner-Heisenberg-Gymnasium entstand 1976 durch die Zusammenlegung der Opladener Landrat-Lucas-Schule II sowie der Ina-Seidel-Schule.
1989 wurde ein deutsch-französischer Zweig eingerichtet. Die teilnehmenden Schüler sind in einer eigenen Klasse und haben als erste Fremdsprache Französisch sowie zusätzlich zwei Stunden Englisch. Mit Beginn des 6. Schuljahres erhalten die Schüler vollen Englischunterricht als zweite Fremdsprache. In dieser Jahrgangsstufe findet auch der gegenseitige Austausch mit einer Partnerschule in Saint-Germain-en-Laye statt. In den Folgejahren werden die Sachfächer Erdkunde (ab Klasse 7), Geschichte (ab Klasse 8) und Politik (ab Klasse 9) auf Französisch unterrichtet. Mit Französisch-Leistungskurs und Geschichte bilingual als 3. oder 4. Abiturfach kann dann auch das bilinguale Abitur erreicht werden.
1995 wurde der Verein Basketballzentrum an der Werner-Heisenberg-Schule: BBZ 95 Leverkusen e. V. gegründet, der 2011 mit dem SV Union Opladen zum BBZ Opladen fusionierte. Die Frauenmannschaft spielt als Wings Leverkusen in der 1. Damen-Basketball-Bundesliga und trägt ihre Spiele in der Sporthalle des Gymnasiums aus.
Im Jahre 2000 wurde ein mathematisch-naturwissenschaftlicher Zweig eingeführt. Zu Zeiten des neunklassigen Gymnasiums (G9) erhielten die Schüler im Rahmen der MINT-Profilklasse in allen Jahrgangsstufen der Sekundarstufe I Unterricht in allen drei Naturwissenschaften Biologie, Physik und Chemie. Inzwischen gibt es keine solche Profilklasse mehr, sondern die Schüler erhalten zunächst in der Jahrgangsstufe 5 zusätzlichen Unterricht im sogenannten Fach MINT junior, welches im Klassenverband unterrichtet wird.
Ab der Klasse 7 gibt es die Möglichkeit, für zwei Jahre zwei zusätzliche MINT-Stunden zu wählen mit dem Ziel, das naturwissenschaftliche Interesse weiter zu fördern. Alternativ kann auch das sogenannte Sprachprofil gewählt werden, das kreatives Arbeiten in den Fächern Deutsch und Englisch in den Fokus stellt. Beide Profile stehen allen Schülern offen, auch der bilingualen Klasse. Der Klassenverband bleibt bestehen, die Profilstunden liegen in einer Zeitschiene im Stundenplan.
Seit 2007 gibt es an der Schule das Bistro Relax, dessen Name von Schülern vorgeschlagen wurde. Es wird ehrenamtlich von Eltern geleitet.
Mit der Einführung des gebundenen Ganztags wurde auch eine Mensa eingerichtet, in der frisch zubereitete Speisen angeboten werden. Täglich kann aus zwei Menüs gewählt werden. Bestellt wird über eine App, die auch das Bezahlsystem integriert.
Am 12. Mai 2010 wurde die Schule mit dem Berufswahl-Siegel ausgezeichnet.

## Gebäude
Das Schulgebäude wurde 1976 errichtet. 1988 wurde eine Außensportanlage errichtet, welche die Dreifach-Sporthalle ergänzt. Im Jahr 2009 wurde mit dem Bau eines Anbaus begonnen, der im Januar 2011 eingeweiht wurde. In dem Anbau befinden sich vier Räume für den naturwissenschaftlichen Unterricht, in denen die Schüler eigenständig Versuche durchführen können. Dabei wurde zusätzlich auch die Sammlung vergrößert und die Ausstattung modernisiert (z. B. interaktive Whiteboards). Im Zuge des Anbaus wurden die bestehenden Hörsäle und die ehemaligen naturwissenschaftlichen Übungsräume saniert bzw. umgebaut. Dabei erhielten die Räume den gleichen Standard an Ausstattung wie im Neubau.
Des Weiteren wurde durch die Kernsanierung ein Freizeitbereich mit Kickern und Air-Hockey eingerichtet, zu dem auch der neu gestaltete Innenhof gehört und die für den Ganztagsbetrieb erforderliche Mensa.
Ebenfalls saniert wurden in den weiteren Bauabschnitten die Kunst- und Werkräume und zuletzt die Musikräume. Neu hinzugekommen ist ein Keyboard-Lab, das es Schülern ermöglicht, mithilfe von Keyboards und Kopfhörern im regulären Musikunterricht Musik zu erfahren und zu machen.
Im Schuljahr 2022/23 befand sich die Schule in einer Pilotphase zur Erprobung eines neuen Fachraumkonzepts, welches das Klassenraumprinzip abgelöst hat, d. h., alle Fächer hatten je nach Bedarf 2 bis 6 Fachräumen. Die digitale Ausstattung ist ebenfalls stark erweitert worden, sodass alle Räume nun nicht nur an das LAN und WLAN angebunden wurden, sondern von da an auch über digitale Tafeln verfügte.

## Internationales Abitur
Das Werner-Heisenberg-Gymnasium ist seit dem Schuljahr 2007/2008 eine von 78 Schulen in Deutschland (Stand: 2024), welche das International Baccalaureate anbieten, und aufgrund einer entsprechenden Zertifizierung eine IB World School bildet. Das International Baccalaureate kann jedoch nicht als Ersatz für das normale Abitur verwendet werden, da dies gesetzlich nicht möglich ist. Daraus entsteht eine Doppelbelastung (Abitur und IB) für die Schüler. Außerdem gibt es eine Einschränkung in der Fächerwahl, da eine maximale Überlappung der Anforderungen des deutschen Abiturs und des IBs die Arbeitsbelastung wieder reduziert. Zudem ist aber für jedes Fach, das im International Baccalaureate belegt werden soll, eine speziell ausgebildete Lehrkraft erforderlich. Diese Zusatzqualifikation wird durch eine Fortbildung erreicht, welche die meisten der im IB unterrichtenden Lehrkräfte bereits erhalten haben.
Die Fächerwahl ist etwas eingeschränkt. Es stehen die Fächer Deutsch, Englisch, Französisch, Spanisch, Geschichte, Mathematik, Biologie, Chemie und Physik für das IB zur Auswahl, wobei derzeit Deutsch und Geschichte von IB-Absolventen nicht als Leistungskurs, sondern nur als Grundkurs gewählt werden können. Drei der sechs Kurse sind als higher level courses zu belegen, wobei der Grundkurs Deutsch in Kombination mit einem zweistündigen World Literature einer dieser drei higher level courses ist. Die Wahl der Leistungskurse für das deutsche Abitur hat schließlich einen Einfluss darauf, welche Standard level courses noch zu belegen sind.
In allen nichtsprachlichen Fächern erhalten die Schüler in der Regel zwei Zusatzstunden pro Woche, die zumeist auf Englisch unterrichtet werden. Darüber hinaus müssen die Schüler 150 CAS-Stunden (Creativity/Activity/Service) sowie das Fach Theory of Knowledge absolvieren, das grob dem Fach Philosophie entspricht und wie dieses im deutschen Abitur gewertet wird.

## Bekannte Schüler
- Joachim Rees (* 1964), Kunsthistoriker
- Uwe Boll (* 1965), Filmregisseur, Produzent und Drehbuchautor[5]